# Pamiritan
Pamiritan is een bestuurslaag in het regentschap Tegal van de provincie Midden-Java, Indonesië. Pamiritan telt 5542 inwoners (volkstelling 2010).